# Cuchilla de Dionisio
Die Cuchilla de Dionisio ist ein Seitenstrang der  Hügelkette Cuchilla Grande in Uruguay.  Sie befindet sich östlich des nördlichen Endes der Hauptkette, zu dieser parallel Süd-Nord
verlaufend.
Sie liegt im Gebiet des Departamento Treinta y Tres, von  dessen Hauptstadt  Treinta y Tres aus sie sich
bis zur Grenze mit dem nördlichen Nachbardepartamento Cerro Largo erstreckt.
Die Cuchilla de Dionisio besteht aus sedimentären und vulkanischen Gesteinen, die sich während der Brasiliano-Orogenese geformt und umgewandelt haben, sowie aus Magmatiten.
Der Name ist auf den Indianer Dionisio zurückzuführen, der der Legende nach der erste Bewohner in dem heute als Paso Real de Olimar bezeichneten Gebietes von Treinta y Tres war.